# Woodlake (California)
Woodlake, fundada en 1941, es una ciudad ubicada en el condado de Tulare en el estado estadounidense de California. En el año 2000, tenía una población de 6651 habitantes, y una densidad poblacional de 1055.7 hab./km² (habitantes por kilómetro cuadrado).

## Geografía
Woodlake se encuentra ubicada en las coordenadas 36°24′59″N 119°5′58″O / 36.41639, -119.09944. Según la Oficina del Censo, la ciudad tiene un área total de 6,3 km² (2,4 mi²), de la cual 5,1 km² (2 mi²) es tierra y 1,2 km² (0,5 mi²) (19.51 %) es agua.

## Demografía
Según la Oficina del Censo, en el año 2000 los ingresos medios por hogar en la localidad eran de US$23 653, y los ingresos medios por familia eran de US$23 880. Los hombres tenían unos ingresos medios de US$23 175, frente a los US$15 625 de las mujeres. La renta per cápita para la localidad era de US$8842. Alrededor del 36.8 % de la población estaban por debajo del umbral de pobreza.